# Cetlin
Cetlin – wieś w Polsce położona w województwie mazowieckim, w powiecie sierpeckim, w gminie Gozdowo. Ma status sołectwa. Leży nad Sierpienicą dopływem Skrwy.
W latach 1975–1998 miejscowość administracyjnie należała do województwa płockiego.
Od 1923 działa we wsi jednostka OSP